# Саскут (комуна)
Саскут (рум. Sascut) — комуна у повіті Бакеу в Румунії. До складу комуни входять такі села (дані про населення за 2002 рік):
- Берешть (1431 особа)
- Валя-Накулуй (150 осіб)
- Концешть (598 осіб)
- Пенчешть (2838 осіб)
- Саскут-Сат (2147 осіб)
- Саскут (2417 осіб) — адміністративний центр комуни
- Скінень (586 осіб)

Комуна розташована на відстані 211 км на північ від Бухареста, 42 км на південь від Бакеу, 112 км на південь від Ясс, 112 км на північний захід від Галаца, 130 км на північний схід від Брашова.

## Населення
За даними перепису населення 2002 року у комуні проживали 10 167 осіб.
Національний склад населення комуни:
| Національність | Кількість осіб | Відсоток |
| -------------- | -------------- | -------- |
| румуни         | 10138          | 99,7%    |
| цигани         | 22             | 0,2%     |
| угорці         | 4              | < 0,1%   |
| українці       | 1              | < 0,1%   |
| турки          | 1              | < 0,1%   |
| італійці       | 1              | < 0,1%   |

Рідною мовою назвали:
| Мова       | Кількість осіб | Відсоток |
| ---------- | -------------- | -------- |
| румунську  | 10151          | 99,8%    |
| циганську  | 8              | 0,1%     |
| угорську   | 5              | < 0,1%   |
| російську  | 1              | < 0,1%   |
| турецьку   | 1              | < 0,1%   |
| італійську | 1              | < 0,1%   |

Склад населення комуни за віросповіданням:
| Релігія                                       | Кількість осіб | Відсоток |
| --------------------------------------------- | -------------- | -------- |
| православні                                   | 9066           | 89,2%    |
| римо-католики                                 | 621            | 6,1%     |
| старообрядці                                  | 78             | 0,8%     |
| адвентисти                                    | 10             | 0,1%     |
| п'ятдесятники                                 | 7              | 0,1%     |
| реформати                                     | 4              | < 0,1%   |
| баптисти                                      | 3              | < 0,1%   |
| мусульмани                                    | 1              | < 0,1%   |
| лютерани (Синодально-пресвітеріанська церква) | 1              | < 0,1%   |